# Jan Gunnarsson
Jan Gunnarsson (n, 30 de mayo de 1962 en Olofström, Suecia) es un jugador de tenis sueco. En su carrera ha conquistado 10 torneos ATP y su mejor posición en el ranking de individuales fue Nº25 en diciembre de 1985 y en el de dobles fue Nº20 en abril de 1984.

## Títulos (9; 0+9)

### Dobles (9)
| N.º | Fecha | Torneo            | Superficie    | Pareja            | Oponentes en la final           | Resultado     |
| --- | ----- | ----------------- | ------------- | ----------------- | ------------------------------- | ------------- |
| 1.  | 1982  | Estocolmo, Suecia | Dura (i)      | Mark Dickson      | Sherwood Stewart Ferdi Taygan   | 7–6, 6–7, 6–4 |
| 2.  | 1983  | Nancy, Francia    | Dura (i)      | Anders Järryd     | Tim Gullikson Bernard Mitton    | 4–6, 6–3, 7–6 |
| 3.  | 1984  | Niza, Francia     | Tierra batida | Michael Mortensen | Hans Gildemeister Andrés Gómez  | 6–1, 7–5      |
| 4.  | 1984  | Bastad, Suecia    | Tierra batida | Michael Mortensen | Juan Avendano Fernando Roese    | 6–0, 6–0      |
| 5.  | 1984  | Toulouse, Francia | Moqueta       | Michael Mortensen | Pavel Složil Tim Wilkison       | 6–4, 6–2      |
| 6.  | 1986  | Barcelona, España | Tierra batida | Joakim Nyström    | Carlos di Laura Claudio Panatta | 6–3, 6–4      |
| 7.  | 1987  | Gstaad, Suiza     | Tierra batida | Tomáš Šmíd        | Loïc Courteau Guy Forget        | 7–6, 6–2      |
| 8.  | 1989  | Viena, Austria    | Moqueta       | Anders Järryd     | Paul Annacone Kelly Evernden    | 6–2, 6–3      |
| 9.  | 1991  | Niza, Francia     | Tierra batida | Rikard Bergh      | Vojtěch Flégl Nicklas Utgren    | 6–4, 4–6, 6–3 |

### Finalista en dobles (10)
| N.º | Fecha | Torneo                         | Superficie    | Pareja            | Oponentes en la final            | Resultado     |
| --- | ----- | ------------------------------ | ------------- | ----------------- | -------------------------------- | ------------- |
| 1.  | 1983  | Masters de Roma, Italia        | Tierra batida | Mike Leach        | Francisco González Víctor Pecci  | 6–2, 6–7, 6–4 |
| 2.  | 1984  | Masters de Monte Carlo, Mónaco | Tierra batida | Mats Wilander     | Mark Edmondson Sherwood Stewart  | 6–2, 6–1      |
| 3.  | 1984  | Colonia, Alemania              | Dura (i)      | Joakim Nyström    | Wojtek Fibak Sandy Mayer         | 6–1, 6–3      |
| 4.  | 1984  | Treviso, Italia                | Tierra batida | Sherwood Stewart  | Pavel Složil Tim Wilkison        | 6–2, 6–3      |
| 5.  | 1985  | Barcelona, España              | Tierra batida | Michael Mortensen | Sergio Casal Emilio Sánchez      | 6–3, 6–3      |
| 6.  | 1985  | Colonia, Alemania              | Dura (i)      | Peter Lundgren    | Alex Antonitsch Michiel Schapers | 6–4, 7–5      |
| 7.  | 1986  | Colonia, Alemania              | Dura (i)      | Peter Lundgren    | Kelly Evernden Chip Hooper       | 6–4, 6–7, 6–3 |
| 8.  | 1986  | Basel, Suiza                   | Dura (i)      | Tomáš Šmíd        | Guy Forget Yannick Noah          | 7–6, 6–4      |
| 9.  | 1989  | Róterdam, Holanda              | Tierra batida | Magnus Gustafsson | Miloslav Mečíř Milan Šrejber     | 7–6, 6–0      |
| 10. | 1990  | Bastad, Suecia                 | Tierra batida | Udo Riglewski     | Rikard Bergh Ronnie Bathman      | 6–1, 6–4      |